# Перфолист

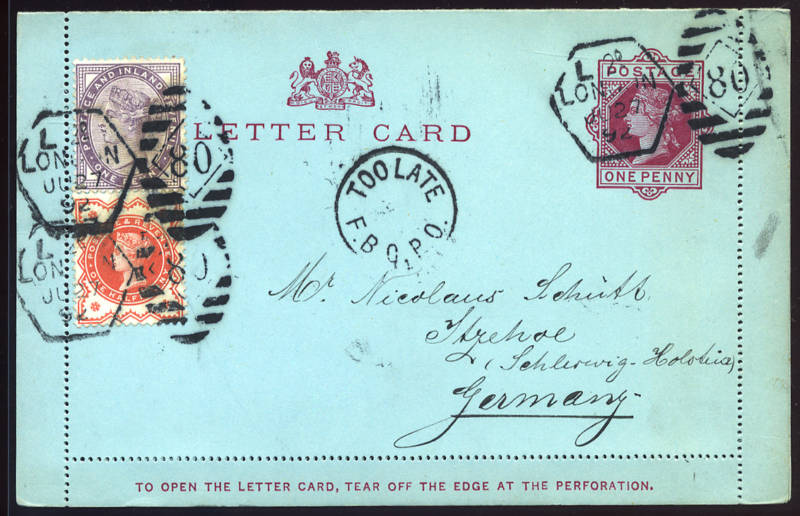
Картка з відбитком 1d листа 1892 року, оновлена поштовими марками 1d і 1/2d, надіслана з Лондона до Німеччини, укомплектована краями

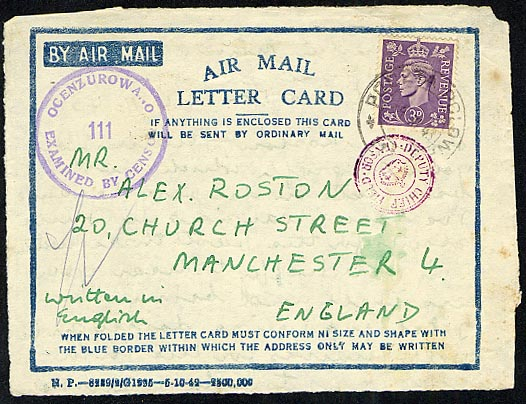
1943 р. Використання першої аерограми з написом Air Mail Letter Card. Те, що на ньому є клейка марка, а не попередньо оплачений штамп чи знак, означає, що це не поштовий канцтовар. Натомість це формулярна картка повітряного листа.

У філателії перфолист — поштовий канцелярський предмет, що складається із складеної картки з попередньо оплаченим відбитком марки. Те, що вона складена, дає автору вдвічі більше місця для повідомлення порівняно з поштовою карткою. Повідомлення пишеться на внутрішній стороні, а потім картку згинають і запечатують по краях. Одержувач відриває та відкидає перфоровані краї, щоб відкрити картку.
Перфолист був вперше задуманий угорцем на ім'я Акін Каролі і представлений у Бельгії в 1882 році. Приватні емісії використовувалися у Великій Британії в 1887 році. Перша офіційна британська листівка була випущена в 1892 році. У Ньюфаундленді перфолисти були введені в 1912 році, які включали маленьку картку-відповідь.
Перфолисти випускалися в різному наборі та кольорах. Як і у випадку з поштовими марками, перфолист є корисним засобом.
Терміни Letter Card або Air Mail Letter Card іноді використовувалися на аерограмах до 1952 року, коли ВПС офіційно визнав слово aerogramme. Але для аерограм ці терміни вводять в оману. Використання слова «картка» передбачає більший запас карток, хоча насправді багато з цих «карт» були надруковані на світлому папері та являли собою аркуші з літерами, а не картки з літерами.